# Laguna las Cuaches
A  Laguna las Cuaches  é uma laguna localizada na Guatemala, cuja cota de altitude é de 130 metros acima do nível do mar. Localiza-se no departamento de El Petén, no município de La Libertad.